# كيمبسي
كيمبسي هي بلدة، في أستراليا، تقع في نيوساوث ويلز، هي عاصمة Kempsey Shire ‏، بلغ عدد سكانها 474  نسمة وذلك حسب إحصائيات سنة 2016، رمزها البريدي هو 2440.

## المناخ
يظهر الجدول التالي التغييرات المناخية على مدار السنة لكيمبسي:
| البيانات المناخية لـكيمبسي        | البيانات المناخية لـكيمبسي | البيانات المناخية لـكيمبسي | البيانات المناخية لـكيمبسي | البيانات المناخية لـكيمبسي | البيانات المناخية لـكيمبسي | البيانات المناخية لـكيمبسي | البيانات المناخية لـكيمبسي | البيانات المناخية لـكيمبسي | البيانات المناخية لـكيمبسي | البيانات المناخية لـكيمبسي | البيانات المناخية لـكيمبسي | البيانات المناخية لـكيمبسي | البيانات المناخية لـكيمبسي |
| الشهر                             | يناير                      | فبراير                     | مارس                       | أبريل                      | مايو                       | يونيو                      | يوليو                      | أغسطس                      | سبتمبر                     | أكتوبر                     | نوفمبر                     | ديسمبر                     | المعدل السنوي              |
| --------------------------------- | -------------------------- | -------------------------- | -------------------------- | -------------------------- | -------------------------- | -------------------------- | -------------------------- | -------------------------- | -------------------------- | -------------------------- | -------------------------- | -------------------------- | -------------------------- |
| الدرجة القصوى °م (°ف)             | 43.9 (111.0)               | 46.7 (116.1)               | 42.0 (107.6)               | 33.2 (91.8)                | 30.6 (87.1)                | 27.5 (81.5)                | 27.8 (82.0)                | 35.8 (96.4)                | 37.0 (98.6)                | 39.2 (102.6)               | 39.8 (103.6)               | 42.3 (108.1)               | 46.7 (116.1)               |
| متوسط درجة الحرارة الكبرى °م (°ف) | 29.3 (84.7)                | 28.9 (84.0)                | 27.4 (81.3)                | 25.2 (77.4)                | 22.5 (72.5)                | 20.1 (68.2)                | 19.9 (67.8)                | 21.6 (70.9)                | 24.4 (75.9)                | 25.8 (78.4)                | 27.0 (80.6)                | 28.2 (82.8)                | 25.0 (77.0)                |
| متوسط درجة الحرارة الصغرى °م (°ف) | 17.8 (64.0)                | 18.0 (64.4)                | 16.4 (61.5)                | 13.1 (55.6)                | 8.7 (47.7)                 | 6.8 (44.2)                 | 5.0 (41.0)                 | 5.3 (41.5)                 | 8.2 (46.8)                 | 10.9 (51.6)                | 14.5 (58.1)                | 16.2 (61.2)                | 11.7 (53.1)                |
| أدنى درجة حرارة °م (°ف)           | 10.0 (50.0)                | 11.9 (53.4)                | 9.2 (48.6)                 | 3.0 (37.4)                 | −2.3 (27.9)                | −2.6 (27.3)                | −3.6 (25.5)                | −2.2 (28.0)                | −0.4 (31.3)                | 1.2 (34.2)                 | 5.8 (42.4)                 | 7.6 (45.7)                 | −3.6 (25.5)                |
| معدل هطول الأمطار مم (إنش)        | 124.0 (4.88)               | 159.2 (6.27)               | 155.4 (6.12)               | 74.4 (2.93)                | 68.7 (2.70)                | 116.4 (4.58)               | 22.6 (0.89)                | 59.7 (2.35)                | 43.7 (1.72)                | 74.2 (2.92)                | 111.3 (4.38)               | 101.5 (4.00)               | 1٬128٫4 (44.43)            |
| متوسط أيام هطول الأمطار           | 14.1                       | 14.2                       | 15.6                       | 13.6                       | 12.0                       | 13.6                       | 9.8                        | 8.3                        | 9.1                        | 10.2                       | 13.6                       | 14.2                       | 148.3                      |
| Average afternoon رطوبة نسبية (%) | 58                         | 62                         | 60                         | 59                         | 54                         | 54                         | 48                         | 44                         | 48                         | 53                         | 59                         | 57                         | 55                         |
| المصدر: Bureau of Meteorology     |                            |                            |                            |                            |                            |                            |                            |                            |                            |                            |                            |                            |                            |

## أعلام
- آموس روبرتس
- دنيس ريتشاردسون
- جيم هازلتون
- غريغ فانديرجاجت
- غريغ إينغليز
- جوزيف دونوفان